# Daga Vallis
La Daga Vallis è una struttura geologica della superficie di Marte.